# Amt Joachimsthal (Schorfheide)
La comunità amministrativa di Joachimsthal (Schorfheide) (in tedesco Amt Joachimsthal (Schorfheide) è una comunità amministrativa che si trova nel circondario del Barnim nel Brandeburgo, in Germania.
La sede amministrativa è posta nella città di Joachimsthal.

## Suddivisione
La comunità raggruppa la città di Joachimsthal e i comuni di Althüttendorf, Friedrichswalde e Ziethen.

## Società

### Evoluzione demografica
- Sviluppo della popolazione dal 1875 entro gli attuali confini (Linea Blu: Popolazione; Linea puntata: Confronto dello sviluppo della popolazione dello stato del Brandenburgo; Sfondo grigio: Ai tempi del governo nazista; Sfondo rosso: Al tempo del governo comunista)
- Sviluppo recente della popolazione (Linea blu) e previsioni

| Anno | Abitanti |
| ---- | -------- |
| 1875 | 6 428    |
| 1890 | 5 729    |
| 1910 | 6 311    |
| 1925 | 6 383    |
| 1933 | 6 256    |
| 1939 | 6 428    |
| 1946 | 7 978    |
| 1950 | 8 191    |
| 1964 | 6 819    |
| 1971 | 6 487    |
| 1981 | 5 759    |

| Anno | Abitanti |
| ---- | -------- |
| 1985 | 5 527    |
| 1989 | 5 286    |
| 1990 | 5 175    |
| 1991 | 5 113    |
| 1992 | 5 346    |
| 1993 | 5 295    |
| 1994 | 5 247    |
| 1995 | 5 294    |
| 1996 | 5 359    |
| 1997 | 5 557    |

| Anno | Abitanti |
| ---- | -------- |
| 1998 | 5 657    |
| 1999 | 5 719    |
| 2000 | 5 647    |
| 2001 | 5 620    |
| 2002 | 5 620    |
| 2003 | 5 629    |
| 2004 | 5 601    |
| 2005 | 5 539    |
| 2006 | 5 531    |
| 2007 | 5 457    |

| Anno | Abitanti |
| ---- | -------- |
| 2008 | 5 445    |
| 2009 | 5 407    |
| 2010 | 5 399    |
| 2011 | 5 281    |
| 2012 | 5 430    |
| 2013 | 5 428    |
| 2014 | 5 282    |
| 2015 | 5 335    |
| 2016 | 5 254    |
| 2017 | 5 204    |

| Anno | Abitanti |
| ---- | -------- |
| 2018 | 5 243    |
| 2019 | 5 249    |
| 2020 | 5 276    |

Fonti dei dati sono nel dettaglio nelle Wikimedia Commons..